# Elisabeth Fraser
Elisabeth Fraser Jonker (ur. 8 stycznia 1920 w Nowym Jorku, zm. 5 maja 2005 w Woodland Hills) – amerykańska aktorka telewizyjna, filmowa i teatralna.

## Początki kariery
Urodzona w Brooklynie (dzielnicy Nowego Jorku), Fraser rozpoczęła aktorską karierę sześć tygodni po ukończeniu szkoły średniej; jako debiutantka została obsadzona w broadwayowskiej produkcji There Shall Be No Night, która wygrała nagrodę Pulitzera za sezon 1940–1941. Fraser podpisała kontrakt z wytwórnią Warner Bros.
Jedną z jej pierwszych ról był film Człowiek, który przyszedł na obiad, w którym zagrała młodą córkę małżeństwa z Ohio zmuszonego do obcowania z postacią graną przez Monty’ego Woolleya. Mężczyzna namawia ją by podążała za głosem serca wiążąc się z mężczyzną, którego kocha – związkowcem z firmy należącej do jej ojca – nie zważając na obiekcje rodziciela. Aktorka pojawiła się także w filmach Synowie, Roseanna McCoy, oraz So Big.

## Dalsza kariera
Jej najbardziej znana rola pochodzi z filmu W cieniu dobrego drzewa (1965), gdzie zagrała u boku Shelley Winters, jako jej koleżanka. W 1959 w obrazie Jak zdobyć męża wcieliła się w rolę Jeannie, towarzysząc Shirley MacLaine. Teatralna kariera Fraser trwała ponad trzy dekady, włącznie z produkcjami Broadwayu The Best Man, The Family, oraz Tunnel of Love (pojawiła się również w filmowej wersji z 1958 roku). Aktorka wystąpiła jako gość w wielu telewizyjnych produkcjach, włączając trzy wystąpienia w serialu Perry Mason. W odcinku "The Case of the Sausalito Sunrise" (1966) wcieliła się w postać Estelle Paige. Cztery razy pojawiła się w serialu Maude, ale najbardziej znana jest z roli długoletniej dziewczyny sierżanta Bilko w serialu The Phil Silvers Show.

## Życie prywatne
Fraser była zamężna z Rayem McDonaldem od 1944 do 1952. Małżeństwo zakończyło się rozwodem. Jeszcze w tym samym roku wyszła za Charlesa K. Pecka Jr., lecz ten związek także zakończył się rozwodem. Fraser i McDonald mieli 3 córki.

## Śmierć
5 maja 2005 roku, Elisabeth Fraser zmarła z powodu niewydolności serca w Woodland Hills (Kalifornia), w wieku 85 lat. Została skremowana, a jej prochy rozsypano do morza.